# Ани Пачен
Ани́ Паче́н (тиб. ཨ་ནེ་དཔའ་ཆེན།; 1933—2002) — тибетская буддийская монахиня, возглавившая свой род в течение антикитайского восстания в Тибете.

## Биография
Пачен Долма родилась около 1933 года в район Гонджо, в Каме. Она была единственным ребёнком в семье старейшины рода Лемдза — Помда Гонора. В 17 лет, узнав о планах своих родителей на её замужество, она сбежала от них в монастырь, находившийся в трёх сутках конного пути. В течение следующих 18 лет жила в монастыре, однако, после смерти отца в 1958 году, вернулась домой и унаследовала правление.
Ани Пачен возглавила свой род в мятеже против НОАК, оккупировавшей Тибет, командуя шестью сотнями тибетской кавалерии. В 1959 году она была схвачена и 21 год провела в качестве заключённой, из них 11 — в крупнейшей лхасской тюрьме Драпчи. Год провела в колодках, девять месяцев — в карцере, подвергалась побоям и пыткам. После освобождения из тюрьмы в январе 1981 года Ани Пачен осталась в Лхасе и принимала участие в трёх крупнейших антикитайских демонстрациях лхасского монасшества Дрепунга, Сэры и Гомана в 1977—1978 годах. Поняв, что ей грозит новый арест, она смогла в одиночку бежать в Непал.
В Индии Ани Пачен встретилась с Далай-ламой XIV, о чём давно мечтала, и поселилась в Дхарамсале, где и провела остаток жизни. После публикации в 2000 году её автобиографии, записанной Аделаидой Донелли, посетила США и Европу; в 2001 году, по приглашению британского Тибетского общества, посетила Лондон.
Ани Пачен скончалась 2 февраля 2002 года.